# Mistrzostwa Świata w Hokeju na Lodzie 2011 (III Dywizja)
Mistrzostwa Świata w Hokeju na Lodzie III dywizji 2011 odbyły się w Kapsztadzie (Południowa Afryka) w dniach 11 - 17 kwietnia. Był to 15. turniej o awans do II dywizji mistrzostw świata (wcześniej grupy C).
W tej części mistrzostw uczestniczy 5 drużyn, które rozgrywają mecze systemem każdy z każdym. Do II dywizji awansują dwie najlepsze reprezentacje. Z powodu kłopotów finansowych drużyna Mongolii nie wystartowała w zawodach.
Zawody odbywały się w hali:
- Grandwest Ice Arena

## Wyniki
Wyniki
| 11 kwietnia 2011 | Turcja | 5:0 vo | Mongolia | Grandwest Ice Arena, Kapsztad |

| Godzina: 13:00 |

| 11 kwietnia 2011 | Grecja | 0:20 | Luksemburg | Grandwest Ice Arena, Kapsztad |

| Szczegóły      | Szczegóły | Szczegóły       | Szczegóły | Szczegóły                              |
| -------------- | --------- | --------------- | --- | -------------------------------------- |
| Godzina: 16:00 |           | (0:5, 0:7, 0:8) | 03:42 (SH) P. Bechtold 06:46 (PP) F. Schons 10:57 (EQ) P. Schon 16:21 (SH) T. Beran 19:02 (EQ) T. Beran 21:36 (EQ) T. Beran 22:35 (EQ) R. Beran 23:43 (EQ) Y. Dessouroux 24:46 (EQ) R. Beran 26:23 (EQ) Y. Dessouroux 27:44 (EQ) P. Schon 32:56 (EQ) P. Schon 41:31 (EQ) S. Minden 46:11 (EQ) S. Backes 46:32 (EQ) R. Scheier 53:16 (PP) B. Schneider 53:46 (EQ) R. Beran 55:54 (EQ) B. Welter 57:24 (EQ) T. Beran 57:55 (EQ) S. Backes | Widzów: 140 Sędzia główny: Maksym Urda |

| 11 kwietnia 2011 | Południowa Afryka | 5:6 pd. | Izrael | Grandwest Ice Arena, Kapsztad |

| Szczegóły      | Szczegóły                                                                                                 | Szczegóły            | Szczegóły | Szczegóły                                   |
| -------------- | --- | -------------------- | --- | ------------------------------------------- |
| Godzina: 19:45 | C. Birrell 02:24 (PP) G. Lyon 06:57 (PP) D. Magmoed 24:53 (EQ) A. Marais 33:22 (EQ) C. Birrell 41:33 (EQ) | (2:1, 2:2, 1:2, 0:1) | 12:13 (PP) D. Bochner 26:23 (EQ) D. Mazour 37:32 (PP) A. Geller 41:08 (EQ) S. Frenkel 55:10 (PP) E. Sherbatov 63:51 (EQ) E. Sherbatov | Widzów: 851 Sędzia główny: Claudio Pianezze |

| 12 kwietnia 2011 | Mongolia | 0:5 vo | Grecja | Grandwest Ice Arena, Kapsztad |

| Godzina: 13:00 |

| 12 kwietnia 2011 | Izrael | 11:1 | Luksemburg | Grandwest Ice Arena, Kapsztad |

| Szczegóły      | Szczegóły | Szczegóły       | Szczegóły | Szczegóły                                |
| -------------- | --------- | --------------- | --------- | ---------------------------------------- |
| Godzina: 16:00 |           | (4:0, 4:0, 3:1) |           | Widzów: 56 Sędzia główny: Chris Deweerdt |

| 12 kwietnia 2011 | Turcja | 1:11 | Południowa Afryka | Grandwest Ice Arena, Kapsztad |

| Szczegóły      | Szczegóły | Szczegóły       | Szczegóły | Szczegóły                                       |
| -------------- | --------- | --------------- | --------- | ----------------------------------------------- |
| Godzina: 19:45 |           | (0:5, 1:3, 0:3) |           | Widzów: 738 Sędzia główny: Michaił Buturlin Jr. |

| 14 kwietnia 2011 | Izrael | 5:0 vo | Mongolia | Grandwest Ice Arena, Kapsztad |

| Godzina: 13:00 |

| 14 kwietnia 2011 | Turcja | 16:0 | Grecja | Grandwest Ice Arena, Kapsztad |

| Szczegóły      | Szczegóły | Szczegóły       | Szczegóły | Szczegóły                                   |
| -------------- | --------- | --------------- | --------- | ------------------------------------------- |
| Godzina: 16:00 |           | (6:0, 4:0, 6:0) |           | Widzów: 113 Sędzia główny: Claudio Pianezze |

| 14 kwietnia 2011 | Południowa Afryka | 5:2 | Luksemburg | Grandwest Ice Arena, Kapsztad |

| Szczegóły      | Szczegóły | Szczegóły       | Szczegóły | Szczegóły                               |
| -------------- | --------- | --------------- | --------- | --------------------------------------- |
| Godzina: 19:45 |           | (1:1, 1:0, 3:1) |           | Widzów: 1014 Sędzia główny: Maksym Urda |

| 15 kwietnia 2011 | Mongolia | 0:5 vo | Południowa Afryka | Grandwest Ice Arena, Kapsztad |

| Godzina: 13:00 |

| 15 kwietnia 2011 | Luksemburg | 5:6 | Turcja | Grandwest Ice Arena, Kapsztad |

| Szczegóły      | Szczegóły | Szczegóły       | Szczegóły | Szczegóły                                      |
| -------------- | --------- | --------------- | --------- | ---------------------------------------------- |
| Godzina: 16:00 |           | (1:1, 1:2, 3:3) |           | Widzów: 87 Sędzia główny: Michaił Buturlin Jr. |

| 15 kwietnia 2011 | Grecja | 2:26 | Izrael | Grandwest Ice Arena, Kapsztad |

| Szczegóły      | Szczegóły | Szczegóły        | Szczegóły | Szczegóły                                  |
| -------------- | --------- | ---------------- | --------- | ------------------------------------------ |
| Godzina: 19:45 |           | (0:6, 0:8, 2:12) |           | Widzów: 1014 Sędzia główny: Chris Deweerdt |

| 17 kwietnia 2011 | Luksemburg | 5:0 vo | Mongolia | Grandwest Ice Arena, Kapsztad |

| Godzina: 13:00 |

| 17 kwietnia 2011 | Izrael | 9:1 | Turcja | Grandwest Ice Arena, Kapsztad |

| Szczegóły      | Szczegóły | Szczegóły       | Szczegóły | Szczegóły                                    |
| -------------- | --------- | --------------- | --------- | -------------------------------------------- |
| Godzina: 16:00 |           | (3:1, 5:0, 1:0) |           | Widzów: 1014 Sędzia główny: Claudio Pianezze |

| 17 kwietnia 2011 | Południowa Afryka | 17:0 | Grecja | Grandwest Ice Arena, Kapsztad |

| Szczegóły      | Szczegóły | Szczegóły       | Szczegóły | Szczegóły                               |
| -------------- | --------- | --------------- | --------- | --------------------------------------- |
| Godzina: 19:45 |           | (4:0, 6:0, 7:0) |           | Widzów: 1014 Sędzia główny: Maksym Urda |

### Tabela
Lp. = lokata, M = liczba rozegranych spotkań, W = Wygrane, WpD = Wygrane po dogrywce lub karnych, PpD = Porażki po dogrywce lub karnych, P = Porażki, G+ = Gole strzelone, G- = Gole stracone, Pkt = Liczba zdobytych punktów,       = awans do II dywizji
| Lp. | Zespół     | M | W | WpD | PpD | P | G + | G - | +/- | Pkt |
| --- | ---------- | - | - | --- | --- | - | --- | --- | --- | --- |
| 1   | Izrael     | 5 | 4 | 1   | 0   | 0 | 57  | 9   | +48 | 14  |
| 2   | RPA        | 5 | 4 | 0   | 1   | 0 | 43  | 9   | +34 | 13  |
| 3   | Turcja     | 5 | 3 | 0   | 0   | 2 | 29  | 25  | +4  | 9   |
| 4   | Luksemburg | 5 | 2 | 0   | 0   | 3 | 33  | 22  | +11 | 6   |
| 5   | Grecja     | 5 | 1 | 0   | 0   | 4 | 7   | 79  | -72 | 3   |
| 6   | Mongolia   | 5 | 0 | 0   | 0   | 5 | 0   | 25  | -25 | 0   |